# Voyageur (fourrure)
Pour les articles homonymes, voir voyageur.
Ne doit pas être confondu avec coureur des bois.

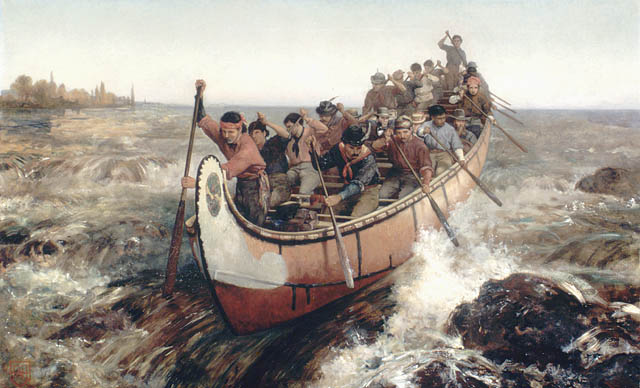
Shooting the Rapids, 1879
par Frances Anne Hopkins (1838-1919).

Au Canada, à partir de la deuxième moitié du XVIIe siècle, un voyageur est quelqu’un qui signait un contrat d’engagement auprès d’un marchand ou d’un officier militaire pour aller faire la traite des fourrures avec les Autochtones dans les Pays d’en haut. 
Le commerce des fourrures attire alors un nombre de plus en plus important de Canadiens. En 1681, le ministre Jean-Baptiste Colbert limite le nombre de coureur de bois en établissant un système de congés de traite. À la même époque, le terme voyageur commence à être préféré à celui de coureur de bois, avant de se généraliser après 1720.
À la fin du XVIIe siècle, la surproduction de fourrures est telle qu'elle menace l’économie même de la Nouvelle-France. Louis XIV révoque ainsi, le 21 mai 1696, l'ensemble des congés de traite et fait fermer presque tous les postes. L’interdiction du commerce des fourrures prend fin en 1715. Les congés de traite sont rétablis et le commerce des fourrures se structure davantage. Des marchands, surtout de Montréal, mais aussi des commandants de poste et des officiers militaires recrutent des engagés et les équipent pour des expéditions de traite. Chaque printemps, des centaines de voyageurs partent dans des canots vers les postes de traite où ils échangent des marchandises contre des fourrures avec les Autochtones.

## Histoire

### L'instauration des congés de traite
Si Montréal demeure un lieu incontournable, par sa situation géographique, dans l'organisation du commerce, pendant la deuxième moitié du XVIIe siècle, la traite se déplace vers les Grands Lacs, le haut Mississippi et les vallées de l’Ohio et de l’Illinois, où des forts et des comptoirs apparaissent. 
Le commerce des fourrures attire alors un nombre de plus en plus important de Canadiens, à un point tel que les administrateurs coloniaux et métropolitains s'en inquiètent. En 1679, l’intendant Jacques Duchesneau estime ainsi le nombre de coureurs de bois à 800. Les administrateurs commencent à les percevoir négativement, comme une main-d’œuvre qui se détourne de ses activités principales, c'est-à-dire l'agriculture. 
En 1681, le ministre Jean-Baptiste Colbert souhaite que le commerce des fourrures soit mieux contrôlé de manière que le secteur demeure rentable pour la colonie. Il limite le nombre de coureurs de bois en établissant un système utilisant des permis (ou congés de traite). Cette légitimation a créé la seconde génération de coureurs de bois : les voyageurs. Ceux-ci possédaient un permis ou étaient engagés par un marchand qui en possédait un.  

Au printemps, ils partaient en canot de Montréal pour transporter des marchandises jusque dans les postes situés à l'intérieur des terres. Arrivés à destinations, ils commerçaient avec des Autochtones et revenaient dans les comptoirs avec des fourrures. Les voyageurs pouvaient faire la traite le temps d’une ou deux saisons ou passer des années dans les Pays d’en haut. Généralement, vêtus d'une tuque et d'un capot, ils ponctuent leurs longues et difficiles journées de canotage et de portage par des chansons françaises traditionnelles. Certains voyageurs pouvaient aussi servir de guides pour les explorateurs (tels que Pierre La Vérendrye).  

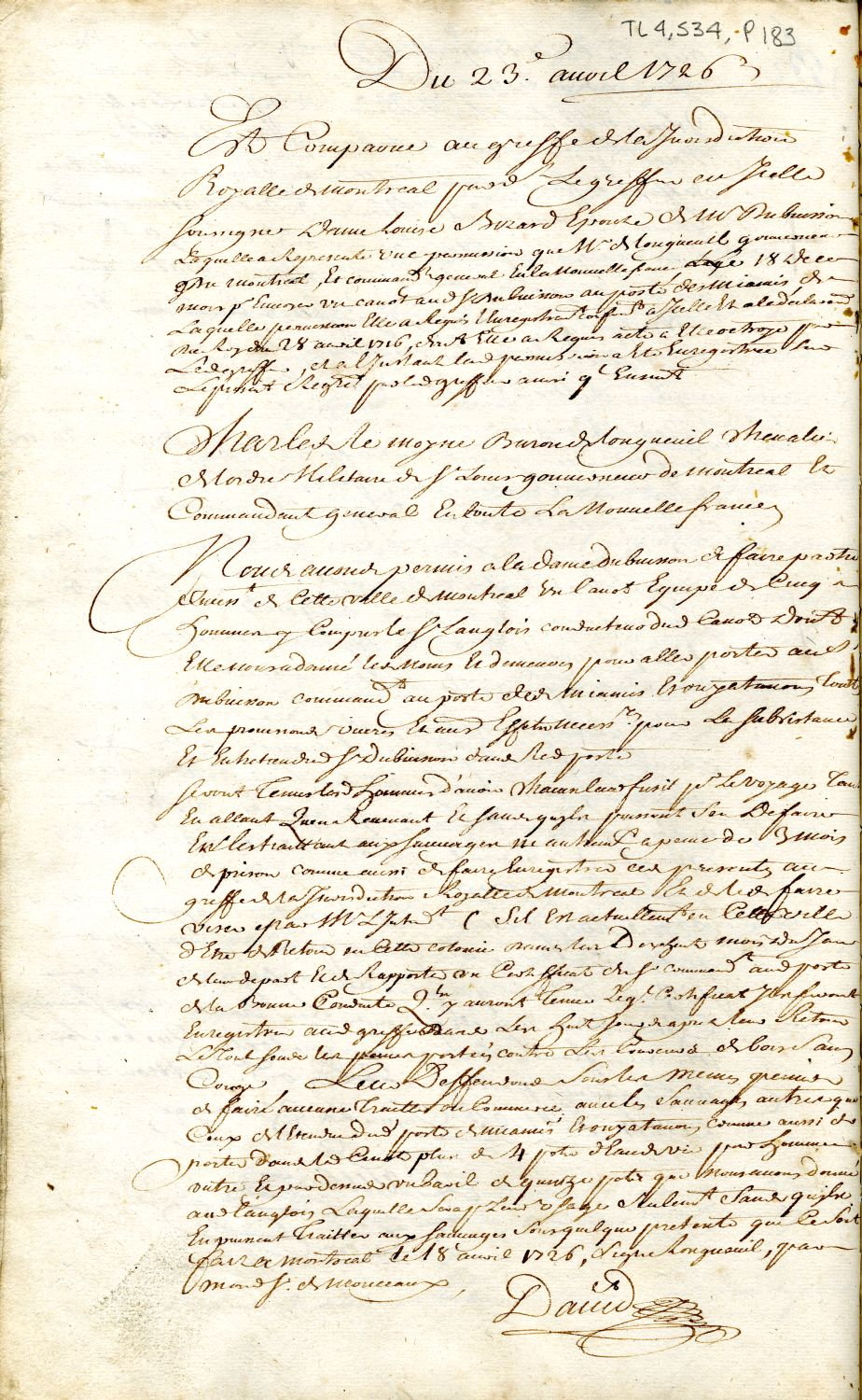
Les congés de traite sont instaurés en 1681 par le ministre Colbert.

#### De coureur de bois à voyageur
Une différence entre les deux appellations - coureur de bois et voyageur - commence à s'établir à la fin du XVIIe siècle. Coureur de bois est associé au vagabondage et à l'illégalité tandis que voyageur relève davantage d’une profession et d'un commerce organisé. Même si les deux appellations demeurent longtemps interchangeables, à partir de 1680, les hommes qui pratiquent cette activité préfèrent se faire appeler voyageurs. Le terme voyageur se généralise ensuite après 1720.

### Le roi abolit les congés de traite
Rapidement, les administrateurs constatent que l'instauration des congés de traite en 1681 n'a pas donné les résultats escomptés. À la fin du siècle, la surproduction de fourrures est telle qu'elle menace l’économie même de la Nouvelle-France. C'est pour cette raison que Louis XIV révoque, le 21 mai 1696, l'ensemble des congés de traite et fait fermer presque tous les postes. Or, cela a plutôt pour effet d'accentuer le commerce illicite. Certains vont ainsi vendre leurs fourrures à Albany. 

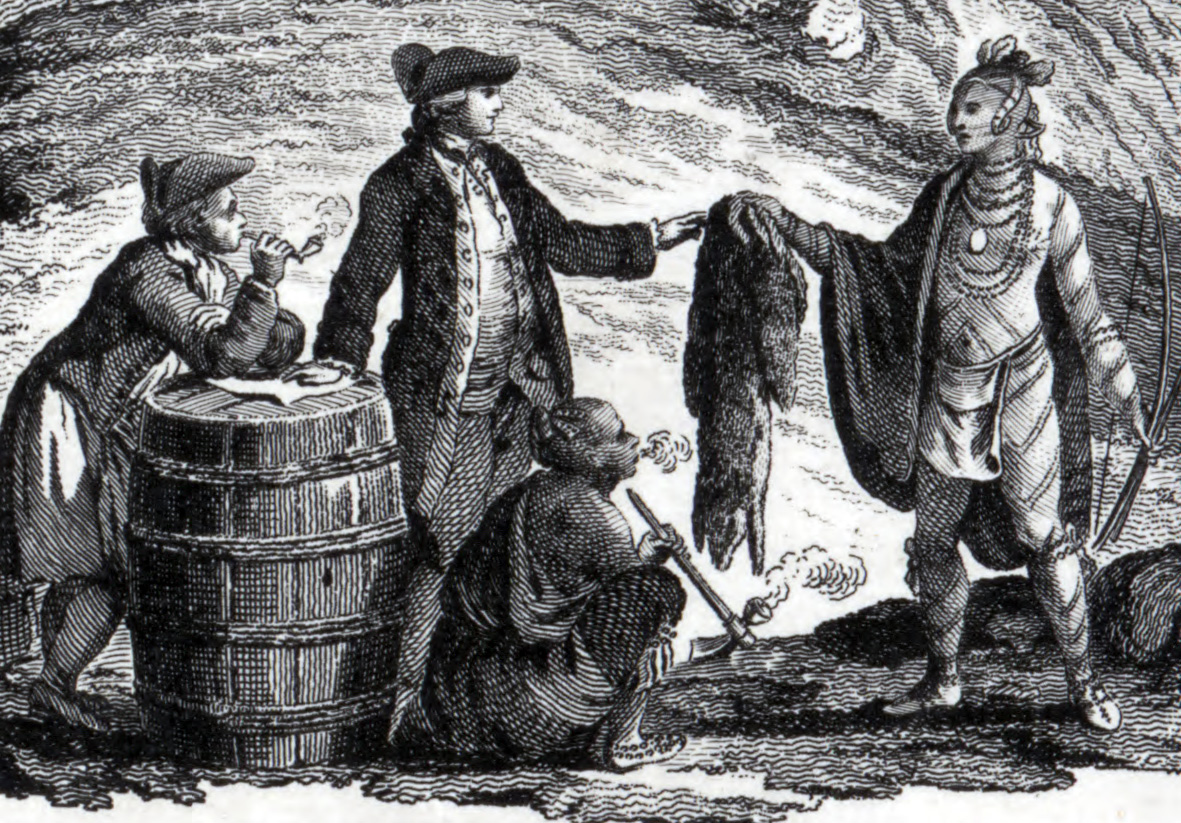
La traite des fourrures se poursuit sous le Régime britannique.

### La traite des fourrures est réorganisée
En 1715, l’interdiction du commerce des fourrures prend fin et les congés de traite sont rétablis. Le commerce des fourrures se structure davantage. Des marchands, surtout de Montréal, mais aussi des commandants de poste et des officiers militaires recrutent des engagés et les équipent pour des expéditions de traite. Certains forment même des sociétés de traite. Des marchands de Bordeaux et de La Rochelle s'intéressent aussi au commerce des fourrures et font affaires avec des agents à Montréal. C'est le cas notamment de Pierre Guy, qui importe des marchandises et exporte des fourrures vers la France.  
Chaque année, des Canadiens signent des contrats avec des marchands pour transporter des marchandises dans les Pays d’en haut. La plupart d'entre eux proviennent de la région de Montréal et quelques autres de la région de Trois-Rivières. Gratien Allaire rapporte qu'en moyenne 150 voyageurs ont signé annuellement un contrat de traite dans les années 1710 puis entre 400 et 800 dans les années 1730. Les contrats atteignent un record de 1400 en 1752. Entre 1701 et 1765, l'historien relève 12 000 contrats d’engagement pour l’Ouest. Il précise que cela ne comprend pas ceux qui concluent une entente verbale.  
Au printemps, les voyageurs se rassemblent à Lachine. Ils se dirigent ensuite vers Détroit et Michillimakinac mais aussi au lac Winnipeg, au lac Manitoba et à la rivière Saskatchewan. Les voyageurs revenaient enfin dans la vallée du Saint-Laurent à la fin de la saison chargés de fourrures.  

### Les grandes compagnies auXIXesiècle

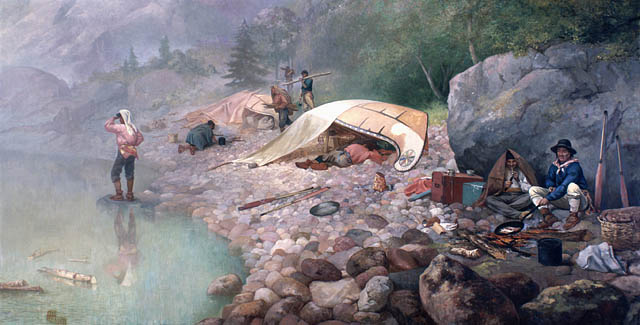
Voyageurs at Dawn, 1871
par Frances Anne Hopkins.

Sous le Régime britannique, la traite des fourrures se poursuit. Le voyageur est devenu un engagé. Les voyageurs étaient recherchés par les compagnies telles que la Compagnie de la Baie d'Hudson, fondée en 1670, et la Compagnie du Nord-Ouest, fondée à Montréal en 1783. Elles en emploieront plusieurs à leur compte.

### Les voyageurs dans la culture populaire
-Le rendez-vous des coureurs des bois de Trois-Rivières
-Festival du Voyageur de Winnipeg
-Bernard Gosselin, « Les voyageurs », Office nationale du film, 1964. 